# Cuccio
Der Cuccio ist ein 22 km langer Zufluss des Lago di Lugano in der italienischen Provinz Como im Norden der Lombardei. Er durchfließt das Val Cavargna und entwässert dabei ein Gebiet von rund 56 Quadratkilometer. Auf seinem Weg durchquert er die Gemeindegebiete von Cavargna, San Bartolomeo Val Cavargna, Cusino, Carlazzo, Corrido und Porlezza.

## Verlauf
Der Cuccio entsteht auf etwa 1590 m s.l.m. unterhalb des Pizzo di Gino beim Zusammenfluss mehrerer Quellbäche bei der Alpe Senavecchia nahe der Grenze zur Schweiz. Er fließt anfangs hauptsächlich gegen Süden durch das Tal, wobei er zuerst die Fraktionen Dosso-finsué und Crevegno-rovolé passiert, die am Hang über dem Tal liegen. Zwischen denn Dörfern Cavargna und San Nazzaro wendet er sich gegen Südosten und nimmt nur wenig später bei San Bartolomeo von links denn Cuccio di San Bartolomeo auf.
Er fließt nun gegen Süden und passiert dabei Sora und Cusino, ehe er bei Carlazzo eine kurze Schlucht bildet. Er verlässt diese bei San Pietro Sovera und erreicht eine breite Ebene. Der Cuccio wendet sich gegen Südwesten und mündet nur wenig später bei Porlezza auf 271 m s.l.m. zwischen den Campingplätzen Paradiso und Internazionale in das Ostufer des Lago di Lugano.